# شيلبي (كارولاينا الشمالية)
شيلبي (بالإنجليزية: Shelby)‏ هي مدينة أمريكية ومركز مقاطعة كليفلاند في ولاية كارولاينا الشمالية في الولايات المتحدة الأمريكية.

## التركيبة السكانية
حدّد مكتب تعداد الولايات المتحدة بيانات التركيبة السكانية لشيلبي في تعداد الولايات المتحدة. في ما يلي، التركيبة السكانية حسب تعدادي 2000 و2010.

### تعداد عام 2000
بلغ عدد سكان شيلبي 19,477 نسمة بحسب تعداد عام 2000، وبلغ عدد الأسر 7,927 أسرة وعدد العائلات 5,145 عائلة مقيمة في المدينة. في حين سجلت الكثافة السكانية 336.6 نسمة لكل كيلومتر مربع (871.8/ميل2). وبلغ عدد الوحدات السكنية 8,853 وحدة بمتوسط كثافة قدره 153 لكل كيلومتر مربع (396.3/ميل2).
وتوزع التركيب العرقي للمدينة بنسبة 56.88% من البيض و40.97% من الأمريكيين الأفارقة و0.09% من الأمريكيين الأصليين و0.56% من الأمريكيين ذوي الأصول الآسيوية و0.02% من سكان جزر المحيط الهادئ و0.72% من الأعراق الأخرى و0.76% من عرقين مختلطين أو أكثر و1.56% من الهسبانيون أو اللاتينيون من أي عرق.
بلغ عدد الأسر 7,927 أسرة كانت نسبة 32.4% منها لديها أطفال تحت سن الثامنة عشر تعيش معهم، وبلغت نسبة الأزواج القاطنين مع بعضهم البعض 41.3% من أصل المجموع الكلي للأسر، ونسبة 20% من الأسر كان لديها معيلات من الإناث دون وجود شريك، بينما كانت نسبة 3.6% من الأسر لديها معيلون من الذكور دون وجود شريكة وكانت نسبة 35.1% من غير العائلات. تألفت نسبة 31.6% من أصل جميع الأسر من عدة أفراد يعيشون في نفس المنزل ونسبة 15.1% كانت تتألف من شخص يعيش بمفرده يبلغ من العمر 65 عاماً أو أكثر. وبلغ متوسط حجم الأسرة المعيشية 2.37، أما متوسط حجم العائلات فبلغ 2.97.
بلغ العمر الوسطي للسكان 38.9 عاماً. وكانت نسبة 25% من القاطنين تحت سن الثامنة عشر، وكانت نسبة 7.5% بين الثامنة عشر والرابعة والعشرين عاماً، ونسبة 25.3% كانت واقعةً في الفئة العمرية ما بين الخامسة والعشرين والرابعة والأربعين عاماً، ونسبة 21.5% كانت ما بين الخامسة والأربعين والرابعة والستين، ونسبة 17.1% كانت ضمن فئة الخامسة والستين عاماً فما فوق. يوجد لكل 100 أنثى 83.8 ذكر، ويوجد لكل 100 أنثى في الثامنة عشر من عمرها فما فوق 76.1 ذكر.
بلغ متوسط دخل الأسرة في المدينة 29,345 دولارًا، أما متوسط دخل العائلة فبلغ 38,603 دولارًا. وكان متوسط دخل الذكور 30,038 دولارًا مقابل 21,362 دولارًا للإناث. وسجل دخل الفرد الخاص بالمدينة 18,708 دولارًا. وكانت نسبة 14.3% من العائلات ونسبة 17.8% من السكان تحت خط الفقر، وكان من هؤلاء نسبة 26.9% تحت سن الثامنة عشر ونسبة 13.7% في الخامسة والستين من العمر وما فوق.

### تعداد عام 2010
بلغ عدد سكان شيلبي 20,323 نسمة بحسب تعداد عام 2010، وبلغ عدد الأسر 8,570 أسرة وعدد العائلات 5,251 عائلة مقيمة في المدينة. في حين سجلت الكثافة السكانية 351.2 نسمة لكل كيلومتر مربع (909.6/ميل2). وبلغ عدد الوحدات السكنية 9,919 وحدة بمتوسط كثافة قدره 171.4 لكل كيلومتر مربع (443.9/ميل2).
وتوزع التركيب العرقي للمدينة بنسبة 54.69% من البيض و41.32% من الأمريكيين الأفارقة و0.36% من الأمريكيين الأصليين و0.82% من الأمريكيين ذوي الأصول الآسيوية و0.03% من سكان جزر المحيط الهادئ و1.07% من الأعراق الأخرى و1.71% من عرقين مختلطين أو أكثر و3.15% من الهسبانيون أو اللاتينيون من أي عرق.
بلغ عدد الأسر 8,570 أسرة كانت نسبة 29.3% منها لديها أطفال تحت سن الثامنة عشر تعيش معهم، وبلغت نسبة الأزواج القاطنين مع بعضهم البعض 36.1% من أصل المجموع الكلي للأسر، ونسبة 20.6% من الأسر كان لديها معيلات من الإناث دون وجود شريك، بينما كانت نسبة 4.5% من الأسر لديها معيلون من الذكور دون وجود شريكة وكانت نسبة 38.7% من غير العائلات. تألفت نسبة 34.1% من أصل جميع الأسر من عدة أفراد يعيشون في نفس المنزل ونسبة 15.1% كانت تتألف من شخص يعيش بمفرده يبلغ من العمر 65 عاماً أو أكثر. وبلغ متوسط حجم الأسرة المعيشية 2.32، أما متوسط حجم العائلات فبلغ 2.96.
بلغ العمر الوسطي للسكان 41.4 عاماً. وكانت نسبة 23.5% من القاطنين تحت سن الثامنة عشر، وكانت نسبة 8.2% بين الثامنة عشر والرابعة والعشرين عاماً، ونسبة 23.1% كانت واقعةً في الفئة العمرية ما بين الخامسة والعشرين والرابعة والأربعين عاماً، ونسبة 27.5% كانت ما بين الخامسة والأربعين والرابعة والستين، ونسبة 17.7% كانت ضمن فئة الخامسة والستين عاماً فما فوق. وتوزع التركيب الجنسي للسكان بنسبة 46.3% ذكور و53.7% إناث.

## أعلام
- ألفين جينتري
- جيم رولاند
- دون غيبسون
- كلايد رورك هوي
- توم رايت
- روجر ماكي
- توماس ديكسون جونيور
- بيل شامبيون
- ديفيد تومسون